# Florarctus salvati
Florarctus salvati är en djurart som tillhör fylumet trögkrypare, och som beskrevs av Delamare Deboutteville och Jeanne Renaud-Mornant 1965. Florarctus salvati ingår i släktet Florarctus och familjen Halechiniscidae. Inga underarter finns listade i Catalogue of Life.